# Bandeira de Guadalupe

Bandeira não oficial proposta pela UPLG.

A bandeira oficial da Ilha de Guadalupe, uma dependência francesa, é a bandeira tricolor da França.

Bandeira de Guadalupe. Uso não oficial.

Bandeira não oficial. Variante vermelha.

Existe uma bandeira, de uso não oficial que é um estandarte em que figuram os elementos do escudo de armas de Pointe-à-Pitre, uma das cidades mais importantes da ilha, como símbolo que representa toda a ilha. Consiste em um pano de cor preto (ocasionalmente vermelho) em que aparece representado o sol de cor amarela, acompanhado por uma cana-de-açúcar verde. Na parte superior figura uma listra horizontal de cor azul que contém três flores de lis.
|  |